# Kup NS BiH 1995-1996
La Kup Nogometnog saveza Bosne i Hercegovine 1995-1996 è stata la seconda edizione della coppa dei Bosgnacchi (le altre etnie della Bosnia Erzegovina disputavano altre coppe: la Kup Herceg-Bosne per i croati e la Kup Republike Srpske per i serbi) e si è conclusa con la vittoria finale del Čelik Zenica, al suo secondo titolo.

## Quarti di finale
| Squadra 1      | Risultato | Squadra 2        |
| -------------- | --------- | ---------------- |
| 10 aprile 1996 |           |                  |
| Čelik Zenica   | 6 - 0     | Jedinstvo Bihać  |
| Iskra Bugojno  | 2 - 5     | Travnik          |
| Sloboda Tuzla  | 3 - 0     | Mladost Gacko    |
| Sarajevo       | 4 - 1     | Radnički Goražde |

## Semifinali
| Squadra 1      | Risultato       | Squadra 2    |
| -------------- | --------------- | ------------ |
| 15 maggio 1996 |                 |              |
| Sarajevo       | 0 - 0 (5-6 dtr) | Čelik Zenica |
| Sloboda Tuzla  | 5 - 1           | Travnik      |

## Finale
| Arbitro: | Salem Prolić |

| |            | |
| Bujak 16’ Tumbić 59’ | Marcatori  | 28’ Omerović |
| Hrustanović Nijaz Smajić Edin Japaur Amir Begić Senad Nalić Miralem Bradarić Ekrem Tumbić Amir Hodžić Almir (87' Kuljanović Omer) Bujak Sabahudin (104'.) Terzić Benjamin (91' Hukić Nizah) Memišević Jasmin | Formazioni | · Halilović Amir · Hasić Nermin · Joldić Omer · Krešić Zvijezdan · Malkočević Sakib · Bajrović Nedžad · Musić Vedin · Smajić Kabir · Tahirović Muhamed (115' Kuduzović Samir) · Hadžić Midhat · Omerović Nedim |
| Nermin Hadžiahmetović | Allenatori | Mustafa Hukić |